# 職業道德
職業道德，是指被普遍認為是從事職業的人士應該遵守的道德規範。在職業上，不能用不正當的手法去謀取利益、不接受不應接受的利益、不能洩漏工作上的隱私、在面對僱主或上司不合理或非法的要求時，必須本著良知拒絕。
面對欠缺職業道德的個案，應該予以除了「口頭警告」、「內部處分」之外的制裁，例如立法禁止。

## 例子
- 社工、教師、律師、會計師、醫師、護士等人員因業務上可能持有客戶資料，須保守因業務上而得知的他人私隱。
- 足球運動員在足球比賽中，不可以玩假摔；棒球球員不可受威脅或利誘而打假球。
- 地產代理、經紀不可以抬高價格、詐騙客人。
- 旅行社、領隊、導遊不可以強迫遊客定點購物。
- 公務員、董事、職員等不可以貪污收受利益。
- 的士司機不可以無理拒載、兜路、濫收車資。
- 政治家要申報利益，不可接受黑金捐款。
- 廚師 不能任意使用菜刀,餐飲用刀具來惡意傷害人。

## 另見
- 新教倫理

## 外部連結
- （繁體中文）Miula Business Review
- （繁體中文）香港廉政公署 - 防貪資料 （页面存档备份，存于）
- （英文）André Gorz,Critique of Economic Reason,chapter 3:Crisis of Work,Gallilé,1989 （页面存档备份，存于）